# عصر طلایی نسبیت عام
در سال ۱۹۵۸، دیوید فینکلشتین سطح شوارتز شیلد را به عنوان یک افق رویداد معرفی نمود، «یک غشای کامل یک جهته که تأثیرات سببی  تنها از یک سو از آن عبور می‌کنند.» این مطلب تناقض صریحی با نتایج اوپنهایمر ندارد بلکه آن را گسترش می‌دهد تا ناظرین در حال سقوط به سیاهچاله را نیز شامل شوند.
این نتایج مقارن بود با آغاز عصر طلایی نسبیت عام که در آن تحقیقات دربارهٔ نسبیت عام و سیاهچاله‌ها رونق فراوان یافت. کشف تپ اخترها در سال ۱۹۶۷ که در سال ۱۹۶۹ نشان داده شد که ستاره‌های نوترونی چرخنده با سرعت چرخش بالا هستند، به این فرایند کمک کرد. تا آن زمان ستارگان نوترونی مانند سیاهچاله‌ها تنها در حوزه تئوری مطرح بودند اما کشف تپ اخترها نشان داد که واقعیت فیزیکی نیز دارند و باعث شد تا علاقه شدیدی به انواع اجسام فشرده‌ای که ممکن است بر اثر رمبش گرانشی تشکیل شوند برانگیخته شود. کشف اختروش (کوازار)ها که انرژی خروجی بسیار بزرگی آن‌ها این احتمال را مطرح نمود که ممکن است مکانیزم به وجود آورنده این انرژی، رمبش گرانشی باشد.
در این دوره جواب‌های کلی تری نیز برای معادله سیاهچاله پیدا شد. روی کر جواب دقیقی برای یک سیاه چاله چرخان به دست آورد. دو سال بعد ازرا نیومن یک جواب متقارن محوری برای سیاهچاله‌ای که هم چرخان باشد و هم دارای بار الکتریکی باشد کشف نمود.در نتیجه کارهای ورنر اسرائیل، براندون کارتر و دیوید رابینسون نظریه بدون مو ظهور کرد که با استفاده از پارامترهای متریک کر-نیومن، جرم، تکانه زاویه‌ای و بار الکتریکی یک سیاهچاله ثابت را توصیف نمود.
تا مدت‌ها گمان می‌شد که ویژگی‌های نامتعارف جواب‌های سیاهچاله‌ها مصنوعات پاتولوژیکی هستند که از شرایط متقارن تحمیل شده ناشی می‌گردند و نقاط تکینه تابع در شرایط عمومی پدیدار نمی‌گردند. اما در اواخر دهه شصت میلادی، راجر پنروز و استیون هاوکینگ ثابت کردند که نقاط تکینه، عمومی هستند.
استیون هاوکینگ ثابت کرد سیاهچاله‌ها یک خصوصیت عمومی در نظریه گرانشی اینشتین هستند و با فروپاشی برخی اجسام به ناچار سیاهچاله به وجود می‌آید.
کارهای جیمز باردین، ژاکوب بکنشتین، کارتر و هاوکینگ به فرمولبندی قوانین ترمودینامیک سیاهچاله‌ها انجامید. این قوانین رفتار سیاهچاله‌ها را در قیاس نزدیکی با قوانین ترمودینامیک توصیف می‌کنند. این امر با مرتبط‌سازی جرم با انرژی، مساحت با انتروپی و گرانش سطحی با دما صورت می‌پذیرد. این قیاس وقتی کامل شد که هاوکینگ در سال ۱۹۷۴ نشان داد که نظریه میدان‌های کوانتومی پیش‌بینی می‌کند که سیاهچاله‌ها باید مانند اجسام سیاه با دمایی متناسب با گرانش سطحی سیاهچاله، تابش کنند. 
واژه سیاهچاله نخستین بار توسط جان ویلر در سال ۱۹۶۷ به کار گرفته شد. با اینکه شهرت جان ویلر به دلیل ابداع این واژه‌است او همیشه پافشاری نموده‌است که این واژه توسط فرد دیگری به او پیشنهاد شده‌است. اولین بکارگیری ثبت شده این واژه در نامه سال ۱۹۶۴ ان اوینگ به انجمن پیشبرد علوم آمریکا آمده‌است. پس از استفاده ویلر از این واژه به سرعت مقبولیت عام پیدا کرد.